# 苄青霉素
苄青黴素（INN：benzylpenicillin）又稱青黴素G（USAN：penicillin G，PenG），是一种青霉素，属于β-内酰胺类抗生素，常用於治療細菌性感染，如肺炎、鏈球菌性咽炎、梅毒、壞死性小腸結腸炎、白喉、氣性壞疽、鉤端螺旋體病、蜂窩組織炎和破傷風。本品並非鏈球菌性腦膜炎的一線用藥。
苄青黴素的給藥方式為靜脈注射或肌肉注射。長效劑型現有苄乙二胺青黴素和普卡因基青黴素兩種，給藥方式皆為肌肉注射。
副作用為腹瀉、癲癇發作和過敏，甚至是過敏性休克(可致命)。當使用本品治療梅毒時，可能會發生雅-赫氏反應。如果患者有青黴素過敏紀錄，則不建議使用；用於懷孕患者應該是安全的。本品屬於青黴素和β-內醯胺類藥物。
1929年，亞歷山大·佛萊明發現了苄青黴素，1942年，開始商業化量產。本品名列於世界衛生組織基本藥物標準清單中，認可為醫療系統中最安全有效的必需藥物之一。發展中國家的單日劑量批發價為0.24到2.72美金，然而在美國，整套療程藥劑則要價100到200 美金。

## 外部連結
- . Drug Information Portal. U.S. National Library of Medicine.   [2020-05-29]. （原始内容存档于2021-04-28）.